# 픽셀 4
픽셀 4(Pixel 4)와 픽셀 4 XL(Pixel 4 XL)은 구글 픽셀 제품군의 일부로 구글이 설계, 개발, 마케팅하는 안드로이드 스마트폰이다. 이들은 집합적으로 픽셀 3 및 픽셀 3 XL의 후속 제품 역할을 한다. 2019년 10월 15일 메이드 바이 구글 이벤트에서 공식 발표되었으며 10월 24일 미국에서 출시되었다. 2020년 9월 30일, 픽셀 5로 계승되었다.

## 역사
구글은 2019년 6월 랜더가 온라인에 유출된 후 장치의 디자인을 확인했다.
미국에서는 픽셀 4가 출시 당시 모든 주요 무선 통신사에서 판매되는 최초의 픽셀 전화이다. 이전 주력 모델인 픽셀 3a는 버라이즌과 구글 파이에서만 출시되었으며, 미드레인지 모델인 픽셀 3a는 스프린트와 T-모바일에서 추가로 출시되었지만 AT&T는 출시 당시 제외되었다. 다른 모든 픽셀 출시와 마찬가지로 구글은 웹사이트를 통해 미국 버전을 제공하고 있다.
2019년 10월 15일 공식적으로 발표되었으며 2019년 10월 24일 미국에서 출시되었다. 2020년 1월 10일, 픽셀 4 가격은 블랙 프라이데이 가격 아래로 떨어졌다. 2020년 8월에 단종되었다.

## 사양

### 디자인과 하드웨어

픽셀 4 후면

픽셀 4와 4 XL은 알루미늄 프레임과 고릴라 글래스 5를 사용하여 제작되었다. 장치는 저스트블랙, 클리어리화이트, 오쏘오렌지 색상으로 출시되며 화이트와 오렌지 모델은 무광택의 '부드러운 터치' 유리 마감이, 블랙 모델은 광택 마감 처리된다. 프레임은 모든 모델에서 검은색으로 칠해져 있고 전원 버튼은 액센트 처리되어 플라스틱으로 만들어졌다.
장치 하단에 있는 USB-C 커넥터는 충전 및 오디오 출력에 사용되지만 USB-C 헤드폰이나 USB-C~3.5mm 잭 어댑터는 박스에 포함되어 있지 않는다. 둘 다 스테레오 스피커를 가지고 있지만 픽셀 3과는 달리 오직 한 개의 스피커만 전면 발사가 가능하며 다른 스피커는 USB-C 포트 오른쪽에 위치해 있다. 안면 인식은 픽셀 4가 제공하는 유일한 생체 인증 방법이다.
두 모델 모두 퀄컴 스냅드래곤 855 시스템 온 칩(크리오 485 CPU 코어 8개, 아드레노 640 GPU, 헥사곤 690 DSP로 구성됨)을 사용하며 6GB의 LPDDR4X 램을 탑재하였다. 모델은 64GB 또는 128GB의 확장 불가능한 내장 스토리지로 제공된다. Pixel 4는 2800 mAh 셀을 사용하고 Pixel 4 XL은 3700 mAh 셀을 사용하는 등 배터리 크기가 다르다. 둘 다 최대 18W로 급속 충전이 가능하며, Qi 무선 충전을 지원한다. 이전 제품들과 마찬가지로, 이 전화기는 IEC 표준 60529에 따라 IP68의 방수 등급을 가지고 있다. 픽셀 4는 또한 픽셀 뉴럴 코어와 놀즈 8508A 오디오 프로세서를 갖추고 있다. Pixel Neural Core는 Pixel Visual Core의 후속 제품이며 Edge TPU 아키텍처도 사용한다.
픽셀4는 삼성이 HDR 지원을 통해 제조한 OLED 디스플레이로 최대 90Hz의 재생 속도로 작동한다. 픽셀 4는 5.7인치 (140mm) 1080p 패널을, 4 XL은 6.3인치 (160mm) 1440p 패널을 사용하여 더 넓은 19:9 화면비를 사용한다. 픽셀 3 XL과 달리 픽셀 4 XL의 디스플레이에는 컷아웃이나 노치가 없다.
픽셀 4는 상향식 정사각형 모듈 내에 위치한 듀얼 후면 카메라를 포함한다. 픽셀 3과 3a와 같은 소니 엑스모어 IMX363 1220만 화소 센서를 장착한 넓은 28mm 77° f/1.7 렌즈와 1600만 화소 센서를 장착한 두 번째 망원 48mm f/2.4 렌즈가 탑재되어 있다. 두 제품 모두 4K 해상도에서 영상을 녹화할 수 있지만 30fps에서만 녹화할 수 있는 반면 대부분의 경쟁 제품들은 60fps도 지원한다. 트윗에서, 구글은 "대부분의 사용자들이 1080p를 고수한다는 것을 발견하였고, 따라서 우리는 매분 0.5기가바이트의 스토리지를 사용할 수 있는 4k 60fps 모드를 가능하게 하는 것에 비해 이 모드에서 품질을 향상시키는 데 힘을 쏟았다"고 밝혔다. 구글은 픽셀 4가 거의 광학적 품질로 8배 줌을 포착할 수 있다고 주장한다. 이 외에도 구글 카메라 7.1에 듀얼 노출 제어 기능을 갖춘 라이브 HDR+, 천체 사진 촬영 모드를 사용한 개선된 나이트 시력, 보다 사실적인 보케를 사용한 개선된 세로 모드 등 소프트웨어 기능이 추가되었다. 픽셀3는 초광각(97°)과 와이드(75°) 전면 카메라를 포함했는데, 둘 다 800만 화소 센서를 탑재했다. 픽셀 4의 천체 사진 촬영 모드는 각각 15초의 노출 시간을 가진 16개의 노출을 함께 쌓을 수 있다.

#### 모션 감각
픽셀 4는 레이더 기반 제스처 인식 시스템인 모션 센스의 도입을 나타낸다. 구글 ATAP가 적외선 등 빛 기반 시스템의 대안으로 개발한 프로젝트 솔리 기술에 기반을 두고 있다. 모션 센스는 사용자의 장치 근접성을 감지하여 항상 켜져 있는 디스플레이를 활성화하거나 화면 전원을 켜거나 지원되는 앱에서 사용할 수 있는 제스처를 흔드는 데 사용할 수 있다(예: 생략). 음악 플레이어의 랙과 대화형 포켓몬 데모 앱이다.
구글은 60GHz 주파수 대역을 사용하기 때문에 픽셀4가 판매되는 모든 국가에서 레이더 시스템에 대한 구체적인 규제 승인을 받아야 했다. 따라서 장치가 지원되지 않는 국가에 있는 것으로 감지되면 기능이 Geoblock된다. 출시 당시 구글은 이 기능에 대한 지원이 현재 호주, 캐나다, "대부분의 유럽 국가", 싱가포르, 대만, 미국으로 제한되었지만 일본은 "곧 출시될 것"이라고 밝혔다. 구글은 픽셀 4를 인도에서 판매할 계획이 없다고 밝혔으며, 회사는 공식적으로 픽셀 3a를 이 지역에서 계속 마케팅하는 것을 선호한다고 밝혔다.

### 소프트웨어
픽셀 4는 안드로이드 10과 구글 카메라 7.1과 함께 출시되었다. 이 장치들은 픽셀 뉴럴 코어(픽셀 비주얼 코어의 후속 제품)와 놀즈 8508A 오디오 프로세서에 의해 구동되는 몇 가지 기능을 갖추고 있다. 컴퓨터 사진 이미지 처리에 기존의 사용 이외에도, 새로운 기록기와 실시간 기록 앱에 의해 사용된다. 녹음기(Recorder)는 실시간 녹음, 분류 및 검색 가능한 사운드를 제공하는 음성 녹음기이다. 또한 "새로운" 구글 어시스턴트는 (Google 서버를 쿼리하는 대신) 장치에 로컬인 명령을 클라이언트 측에서 인식할 수 있도록 향상되었다.
구글이 천체사진 샘플 사진을 공개한 뒤 달이 날아가고 숲이 노출되지 않는 샌프란시스코의 모습이 공개됐다. 마크 레보이는 달과 숲의 빛의 차이가 너무 커서 현재 어떤 전화기나 DSLR 카메라도 수행할 수 없는 동적 범위의 19회 정지가 필요하다고 설명했다. 그는 소프트웨어 업데이트(픽셀 라인의 시그니처)로 카메라를 개선하겠다는 구글의 약속을 재확인하고 채널을 고정시키겠다고 말했다.